# Anderitum
Anderitum (también Anderida o Anderidos) fue un fuerte de la costa sajona en la provincia romana de Britania. Las ruinas lindan con el extremo oeste del pueblo de Pevensey en Sussex Oriental, Inglaterra. El fuerte fue construido en la década de 290 y fue abandonado después de ser saqueado en 471. Fue rehabitado por sajones y en el siglo XI los normandos construyeron un castillo en el extremo este del fuerte.
El sitio decayó para convertirse en el castillo medieval ruinoso arquetípico, el castillo de Pevensey, que está rodeado por un pequeño foso, un gran prado y muros defensivos romanos inusualmente sustanciales en tres lados. Durante la Segunda Guerra Mundial, el fuerte romano y el castillo medieval se adaptaron a la guerra moderna, y se construyeron fortines en las murallas romanas.

## Etimología
El fuerte se llama Anderidos o Anderitos en la Notitia Dignitatum, y Anderida era anteriormente la forma más aceptada. Esto se ha interpretado como una versión latinizada del celta ande- (un prefijo intensivo) y ritu- (elemento británico que significa "vado", como en el galés moderno rhyd y Cornish ryd ), dando una traducción de "gran vado".
Andred persistió como nombre hasta el período sajón, y el área boscosa que rodeaba el fuerte se conoció como Andredes Weald, que significa "El bosque de Andred". Como el nombre original se adoptó en inglés, se cree que la cultura romano-británica en Anderitum persistió en el bosque después de la ocupación sajona, y la Crónica anglosajona registra "Wealas" (galeses o británicos romanizados) en el bosque.

## Ubicación

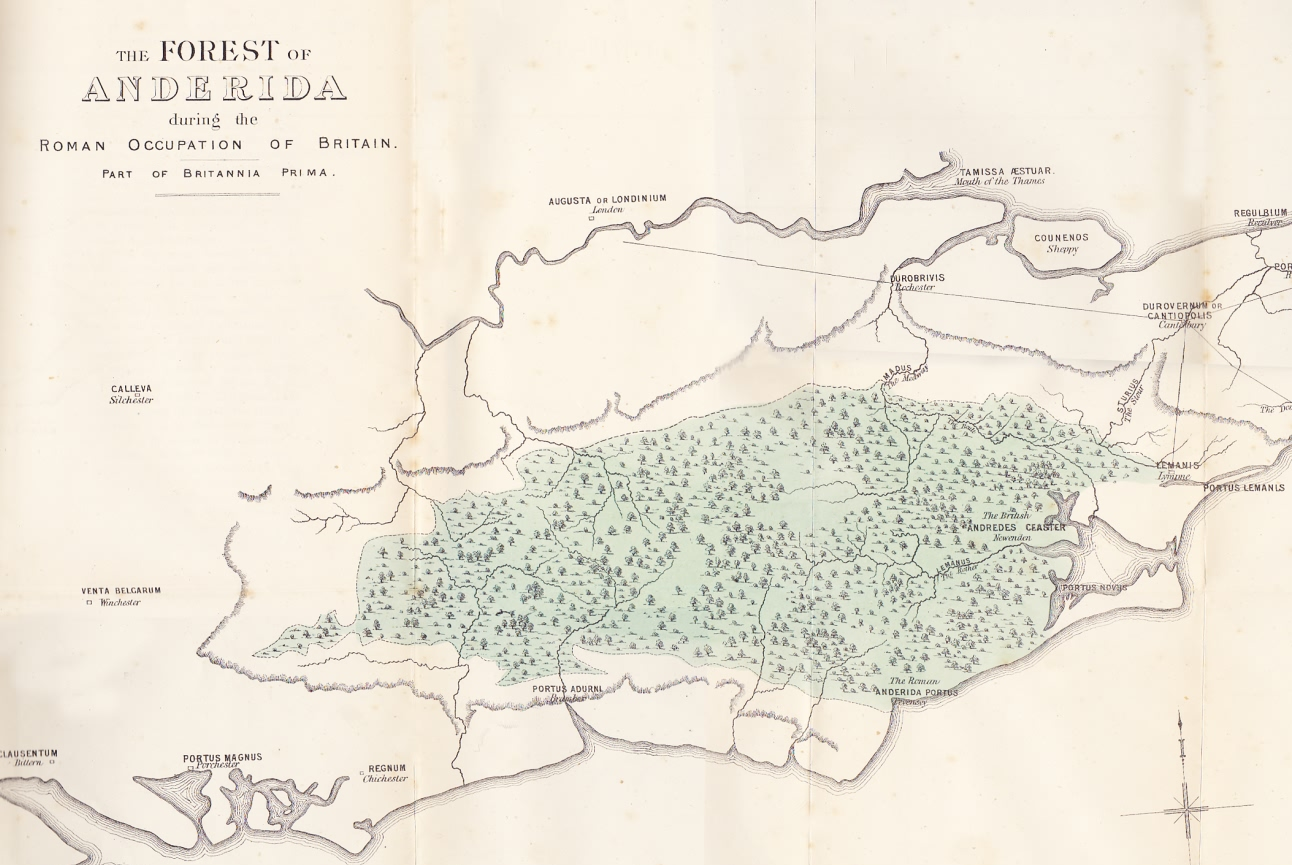
Anderida Portus, mostrado en el punto sur del Bosque de Anderida

El fuerte se construyó en lo que entonces era una península de tierra que se elevaba sobre los pantanos costeros. El mar inundó lo que ahora son los pantanos de Pevensey que rodean a Anderida por tres lados, proporcionando así un punto de aterrizaje seguro y protegido. Esta ensenada pantanosa del mar, que se extendía hacia el interior hasta Hailsham, estaba salpicada de pequeñas áreas de tierras altas que permanecían como islas durante la marea alta, por lo que más tarde dieron los topónimos de Rickney, Horse Eye, North Eye y Pevensey derivados del antiguo inglés īeg, isla.
A diferencia de muchos otros fuertes romanos, no parece que se haya establecido ningún asentamiento civil o vicus fuera de sus muros; esto probablemente se debió a que el fuerte estaba al final de una península con espacio limitado para construcciones adicionales.

## Datación
La construcción del fuerte se ha fechado alrededor del año 290, según la datación de los pilotes de madera que se encontraron apuntalando las murallas romanas en una excavación realizada en 1994. Otros fuertes de la costa sajona se construyeron o reconstruyeron en esta época como parte de un programa sistemático de mejoras a las defensas costeras de la Gran Bretaña romana. Es probable que Anderitum se construyera para defender la Britania romana de la propia Roma. Carausio, un general romano que comandaba la Classis Britannica (la flota romana con base en el Canal de la Mancha), se rebeló contra Roma en 286 y se declaró emperador de Gran Bretaña y el norte de la Galia. Fue asesinado en 293 por su tesorero, Alecto, quien también fue asesinado en 296 cuando el emperador romano Constancio Cloro invadió Britania para derrocar al usurpador.
Se han descubierto monedas de Carausio y Alecto enterradas en los cimientos de las paredes del fuerte. Se encontró una moneda posterior de 330–335 debajo de una torre en la década de 1930, lo que sugiere que el fuerte pudo haber sufrido una reparación o reconstrucción importante en esa época. Los usurpadores (o gobernantes disidentes) habían heredado un sistema existente de defensa costera, los primeros fuertes de la costa sajona, y pueden haber decidido aumentarlo con la construcción del castillo de Pevensey y su contemporáneo cercano, Portus Adurni (castillo de Portchester).
Anderitum parece haber sido un eslabón clave en los fuertes de la costa sajona, que se extendían desde Hampshire hasta Norfolk y que pueden haber estado conectados por torres de vigilancia intermedias. La Notitia Dignitatum menciona una flota que presumiblemente tenía su base allí, la Classis Anderidaensis. Probablemente habría actuado en coordinación con unidades navales asentadas al otro lado del Canal para interceptar los barcos piratas que pasaban por allí. Al igual que los otros fuertes de la Costa Sajona, la posición de Anderitum en un puerto estratégico habría permitido a los romanos controlar el acceso a la costa y evitar que los invasores penetraran tierra adentro. Estaba unida por un camino construido en la época romana tardía, probablemente al mismo tiempo que el fuerte.

## Construcción

Mampostería romana en los muros de Anderitum, que muestra las capas distintivas de ladrillos romanos

Se ha estimado que se necesitaron alrededor de 160.000 días-hombre para construir el fuerte, lo que equivale a 285 hombres que dedicaron dos años a construirlo o 115 hombres durante cinco años. Al menos cuatro cuadrillas de constructores parecen haber trabajado en las secciones sobrevivientes de las paredes; a cada cuadrilla se le dio un tramo de unos 20 metros (65,6 pies) a la vez para construir, pero ejecutó el trabajo en estilos significativamente diferentes, por ejemplo, utilizando diferentes números de capas de unión de azulejos o revestimiento de piedra de hierro en lugares particulares. Esto puede indicar simplemente los diferentes niveles de disponibilidad de materiales de construcción en el momento en que se construyó cada segmento, lo que lleva a las pandillas a usar cualquier suministro disponible en ese momento. La cantidad de material de construcción requerido fue muy grande, equivalente a unos 31 600 metros cúbicos (8 347 836,4 galAm) de piedra y mortero. No se sabe cómo se transportó al sitio, pero ese volumen de material habría necesitado unas 600 cargas de botes o 49 000 cargas de vagones, requiriendo 250 vagones tirados por 1500 a 2000 bueyes para moverlo de las canteras a Pevensey. Dada la escala de los requisitos para el transporte terrestre, parece más probable que las materias primas se trasladaran por mar, aunque incluso esto habría sido una operación importante; se ha estimado que se habrían necesitado 18 barcos para una operación de suministro continua realizada durante una temporada de 280 días.
El muro cortina no se construyó todo a la vez, sino que se construyó en segmentos, como se puede ver en los cortes verticales en la mampostería que marcan dónde se unen las secciones. El muro está construido sobre cimientos complejos construidos con escombros y madera colocados en una zanja 15 pies (4,6 m) profundo. Los montones de roble se metían en la zanja y se rellenaban con pedernal y arcilla, sobre los cuales se colocaba un armazón horizontal de vigas de roble con más pedernal y arcilla. Los cimientos finalmente se cubrieron con cemento antes de que se construyeran los muros encima.
Otra evidencia de datación fue desacreditada en la década de 1970. Una excavación en 1906–08 encontró azulejos rotos estampados HON AUG ANDRIA, que se usaron para atribuir la construcción del castillo de Pevensey al reinado del emperador Honorio de principios del siglo V. Sin embargo, el uso posterior de datación por termoluminiscencia reveló que se habían realizado en la época de la excavación. Se sospecha que Charles Dawson, a quien se ha culpado del engaño del Hombre de Piltdown, fue el autor de las baldosas falsificadas.

## Guarnición
Anderitum se registra en la Notitia Dignitatum como la base del praepositus numeri Abulcorum, una unidad de infantería o numerus de las limitanei o fuerzas fronterizas. También menciona el ejército y las unidades navales que llevan el nombre del fuerte en relación con Vicus Julius, en el ejército romano en la Galia y estacionado en Lutecia (actual París). Esto sugiere que cuando se escribió la Notitia, la guarnición original había sido trasladada a la Galia y reemplazada por el numerus Abulcorum. Los Abulci se mencionan en relación con el ejército de campaña en la Galia y en la represión de la rebelión de Magnencio en Pannonia Secunda en 351. No se sabe si su nombre es geográfico o funcional, pero su descripción por Zósimo sugiere que eran un cuerpo de élite de tropas, que servían tanto en el ejército de campaña como, probablemente en forma de un solo destacamento, en Anderitum. Es posible que hayan sido foederati, tropas formadas por tribus bárbaras aliadas y puestas bajo el mando de un prefecto romano, o tal vez incluso una sola banda de guerreros con su propio líder. En la Notitia Dignitata se registraron números similares estacionados en otros fuertes de la costa sajona.

## Era posromana
Después de la retirada romana de Gran Bretaña, los civiles romano-británicos locales se hicieron cargo del fuerte, y el nombre celta latinizado continuó usándose hasta bien entrado el período sajón. La Crónica anglosajona afirma que los sajones «sitiaron Andredes Ceaster y llevaron a la población al Weald, que siguió siendo claramente romano-británico y se conocía como "Andred'sley" o "Andreds Weald"».
Ahora se cree que este evento ocurrió alrededor de 471 en lugar de la fecha registrada por la Crónica (debido a un error de fecha de Gildas, en cuyo trabajo se basa la Crónica). No está claro si el fuerte siguió siendo habitado por británicos o sajones tras este evento, pero el fuerte parece haber sido reasentado a mediados del siglo VI por una comunidad sajona que dejó evidencia de su ocupación en el forma de cerámica, vidrio y otros artículos. A finales del período anglosajón, Pevensey se había convertido en un puerto pesquero bien establecido y productor de sal.

## Castillo posterior
Cuando Guillermo el Conquistador lanzó su invasión de Inglaterra desembarcando en Pevensey Bay el 28 de septiembre de 1066, su ejército se refugió para pasar la noche en una fortificación temporal dentro del antiguo fuerte romano. El ejército partió hacia Hastings al día siguiente, en ruta a la batalla de Hastings. Fue convertido en castillo alrededor de 1100, y la ocupación continuó hasta la época isabelina.